# Alan Brodrick (2e vicomte Midleton)
Pour les articles homonymes, voir Alan Brodrick (1er vicomte Midleton) et Brodrick.
Alan Brodrick, 2e vicomte Midleton (31 janvier 1702 - 8 juin 1747), est un pair britannique et un important mécène du cricket qui est conjointement responsable de la création des premières règles écrites connues du sport.

## Famille
Il est le fils de Alan Brodrick (1er vicomte Midleton), et de son épouse Lucy Courthope, décédée en 1703. Sa succession est inattendue puisque son demi-frère aîné, St John Brodrick (en) (décédé en 1728), meurt quelques mois seulement avant leur père. Il épouse Lady Mary Capel, fille d'Algernon Capell (2e comte d'Essex) et Lady Mary Bentinck, le 7 mai 1729.
Le 2e vicomte est un commissaire des douanes puis un contrôleur des comptes de l'armée britannique . Son fils George lui succède en tant que 3e vicomte.

## Patronage du cricket
Il fait sa marque de patron de cricket en organisant d'importants matchs contre son ami 2e duc de Richmond .
Deux parties mémorables ont lieu dans la saison 1727. Ces deux jeux sont très importants car Richmond et Brodrick ont rédigé au préalable un contrat d’entente afin de déterminer les règles qui doivent s’appliquer à leurs compétitions. Celles-ci sont détaillées en seize points . On pense que c’est la première fois que des règles (ou une partie des règles, comme dans le cas présent) sont formellement convenues, bien que les règles en tant que telles existent déjà. La première codification complète des Lois du cricket est faite en 1744. Au début, les règles sont convenues oralement et sujettes à des variations locales. Les clauses de l'accord portent essentiellement sur les qualifications résidentielles et garantissent qu'il n'y a pas de dissidence de la part d'un joueur autre que les deux capitaines .
Un des matchs de Brodrick contre Richmond aurait eu lieu à Peper Harow, siège de la famille Brodrick, située près de Godalming . Un club local y joue toujours.